# Tinikadét
A Tinikadét (eredeti cím: Cadet Kelly) egy 2002-es  amerikai–kanadai filmvígjáték a Disney Channel eredeti produkciójában, Hilary Duff főszereplésével. Rendezte Larry Shaw, írta Michael Walsh és Gail Parent. Ez volt a második Disney Channel film, melyet Kanadában forgattak.
Az Amerikai Egyesült Államokban 2002. március 8-án mutatták be, melyet 7,8 millió néző kísért figyelemmel. Magyarországi premierje 2006. február 6-án volt.

## Szereplők
| Szereplő          | Színész                | Magyar hang                           |
| ----------------- | ---------------------- | ------------------------------------- |
| Kelly             | Hilary Duff            | Mánya Zsófi                           |
| Jennifer          | Christy Carlson Romano | Nemes Takách Kata                     |
| Sir               | Gary Cole              | Rosta Sándor                          |
| Brad              | Shawn Ashmore          | Markovics Tamás                       |
| Gloria            | Aimee Garcia           | Molnár Ilona                          |
| Samantha          | Linda Kash             | Vándor Éva                            |
| Adam              | Nigel Hamer            | Háda János                            |
| Amanda            | Sarah Gadon            | ?                                     |
| További szereplők |                        | Balázsi Gyula Csuha Lajos Varga Rókus |

## Premierek
| Ország                    | Dátum                                |
| ------------------------- | ------------------------------------ |
| Amerikai Egyesült Államok | 2002. március 8.                     |
| Németország               | 2005. augusztus 18. (DVD megjelenés) |
| Olaszország               | 2005. október 19.                    |
| Magyarország              | 2006. február 6.                     |
| Finnország                | 2006. május 25.                      |
| Svédország                | 2007. december 25.                   |